# أندرو وايت
أندرو وايت (بالإنجليزية: Andrew White)  (و. 1974  م) هو عازف قيثارة بريطاني، ولد في ليدز، يستخدم آلات قيثارة وهو عضو في فرقة كايسر تشيفس.

## وصلات خارجية
- أندرو وايت على موقع IMDb (الإنجليزية)
- أندرو وايت على موقع ميوزك برينز (الإنجليزية)
- أندرو وايت على موقع أول ميوزيك (الإنجليزية)
- أندرو وايت على موقع أول ميوزيك (الإنجليزية)
- أندرو وايت على موقع ديسكوغز (الإنجليزية)
- أندرو وايت على موقع كينوبويسك (الروسية)

- أندرو وايت في قاعدة بيانات الأفلام على الإنترنت